# Han Gan

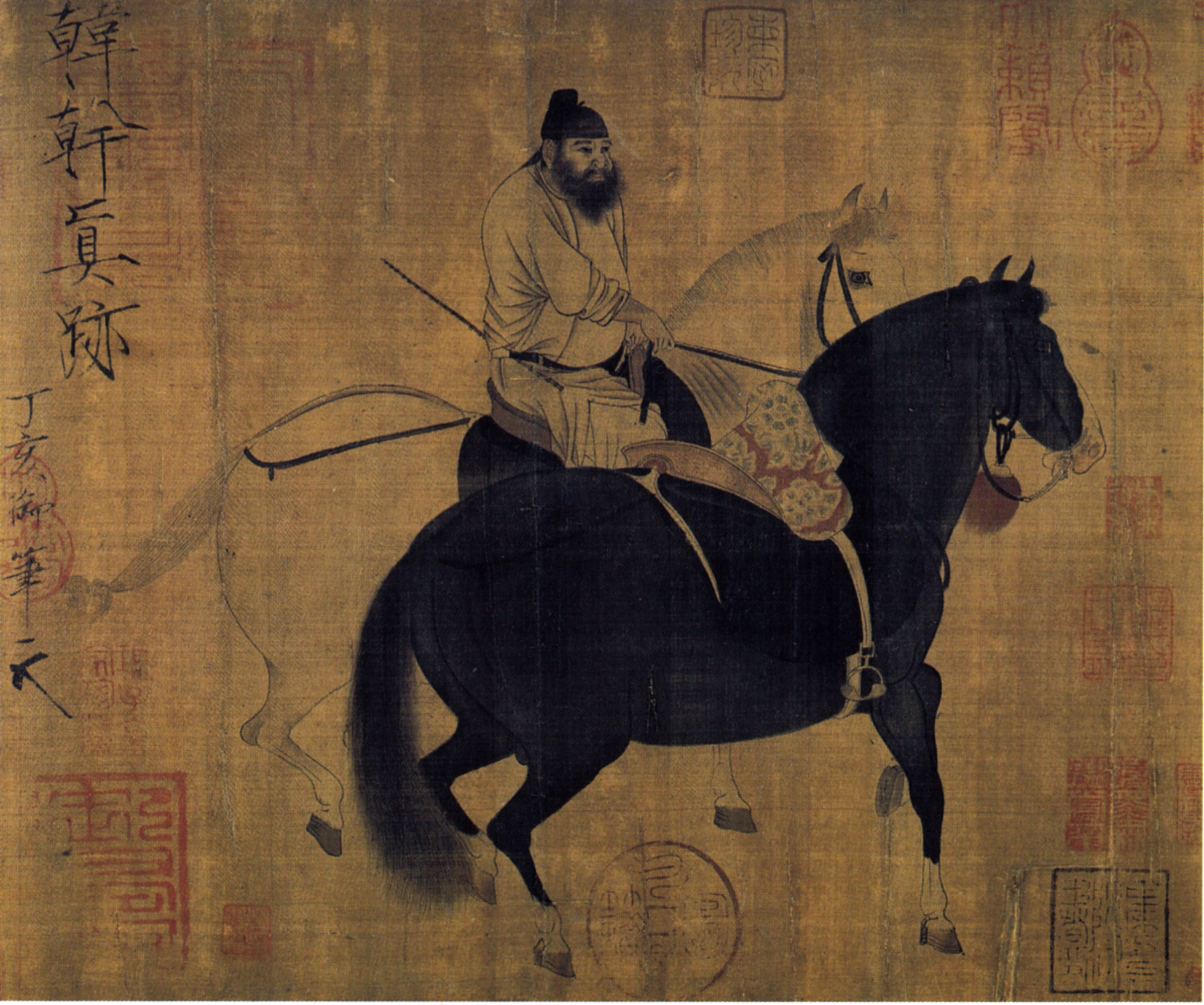
Målning av Han Gan.

Han Gan, född omkring 720, död efter 780, var en kinesisk målare.
Han Gan var verksam i Chang'an. Han var av enkelt ursprung och en tid anställd hos en krogvärd, men sedan Wang Wei uppmärksammat honom, lät han på egen bekostnad utbilda Han Gan under tio år. Han Gan blev snart berömd och slutade som kejserlig hovmålare, och enligt egen uppgift fann han sina bästa lärare i hovstallet. Han ses som en av Kinas mest framstående hästmålare. Han återgav djurens rörelser i en samtidigt sirlig och kraftfull teckningsstil. Ett par större albumblad kan möjligen betraktas som autentiska verk.